# Conus striatus
Conus striatus is een in zee levende slakkensoort uit de familie Conidae.

## Voorkomen en verspreiding
Conus striatus is een carnivoor die leeft in ondiep warm water op zandgronden, rotsbodems en op koraalriffen (sublitoraal). De soort komt voor van de oostkust van Afrika tot in Frans-Polynesië (Indopacifische provincie). De schelp kan tot 150 mm lang worden.